# گلیشنگتسا (استان لهستان بزرگ‌تر)
گلیشنگتسا (به لهستانی:  Gliśnica) یک روستا در لهستان است که در گمینا اودولانوو واقع شده‌است.